# The China Post
|  | For postdistributionsvirksomheden i Folkerepublikken Kina, se China Post |
The China Post (kinesisk: 英文中國郵報) er én af to engelsksprogede aviser, der udgives i Taiwan. Den anden er Taipei Times. Avisen blev grundlagt af hr. og fru Y. P. Huang i 1952. Ifølge avisen selv har den 400.000 daglige læsere.
Søndagsudgaven af avisen hedder The Sunday Post.

## Eksterne links
- The China Post
- The Guardian: World News Guide: Taiwan

| Anime eller manga | Spire Denne artikel om medie og kommunikation er en spire som bør udbygges. Du er velkommen til at hjælpe Wikipedia ved at udvide den. |